# Klaus Indermark
Klaus Indermark (* 21. September 1940) ist ein deutscher Informatiker und Hochschullehrer.

## Leben
Klaus Indermark wurde 1970 an der Rheinischen Friedrich-Wilhelms-Universität Bonn bei Karl Heinz Böhling mit der Dissertation Zur Zustandsminimisierung nichtdeterministischer erkennender Automaten zum Dr. rer. nat. promoviert.
Zusammen mit Wilfried Brauer gab Klaus Indermark 1968 eines der ersten deutschsprachigen Informatikbücher heraus. Weitere Informatik-Pionierarbeit auf dem Gebiet der Lehre in Deutschland leistete er an der Rheinisch-Westfälischen Technischen Hochschule Aachen zusammen mit Walter Oberschelp. An der RWTH Aachen wurde 1972/73 ein eigenständiger Informatik-Diplom-Studiengang eingerichtet und 1975 wurde Klaus Indermark als ordentlicher Professor für Informatik auf den zweiten dortigen Informatiklehrstuhl berufen. Bei der Etablierung der Informatik als Studienfach wurde besonderes Augenmerk auf die mathematische Fundierung gelegt, d. h., die theoretische Informatik in den Vordergrund gestellt.
Klaus Indermark wurde 2005 an der RWTH Aachen emeritiert.

## Publikationen (Auswahl)
- mit Wilfried Brauer: Algorithmen, rekursive Funktionen und formale Sprachen. 1968.
- mit Karl-Heinz Böhling: Endliche Automaten.2 Teile. 1969–1970.
- Zur Zustandsminimisierung nichtdeterministischer erkennender Automaten. Dissertation, 1970.
- Gleichungsdefinierbarkeit in Relationalstrukturen. 1975.
- Berechenbarkeit und Algorithmen. 1977.
- mit Herbert Klaeren: Automatentheorie und formale Sprachen. 1981.
- Semantik rekursiver Funktionsdefinitionen mit Striktheitsinformation. 1998.